# Dekanat Dettelbach
Das Dekanat Dettelbach ist ein ehemaliges Dekanat des römisch-katholischen Bistums Würzburg. Der kirchliche Amtsbezirk bestand zwischen 1811 und 1955. Bereits im Spätmittelalter und der Frühen Neuzeit hatte das Archidiakonat Dettelbach bestanden, das später ins Landkapitel Dettelbach umbenannt wurde und ähnliche Aufgaben wie ein Dekanat übernahm.

## Geschichte
Das Bistum bestand in seiner Frühzeit aus einigen wenigen Pfarreien, denen sehr viele Filialdörfer zugeordnet waren. Diese Urpfarreien verloren während des Mittelalters an Bedeutung, weil immer mehr der ehemaligen Filialen zu eigenen Pfarreien aufstiegen. Dies machte eine kompliziertere Organisation des Bistums nötig. Jeweils zehn Pfarreien wurden zu sogenannten Dekanaten zusammengeschlossen. Im 12. Jahrhundert etablierte man außerdem sogenannte Archidiakonate, die einen oder mehrere Dekanatsbezirke verwalteten.
Dettelbach war lange Zeit dem Archidiakonat XI zugeordnet, das seinen Sitz in Kitzingen hatte. Um 1460 begann man allerdings mehr und mehr die Pfarrversammlungen auch in Dettelbach abzuhalten, da Kitzingen auf der Seite des Markgrafen von Ansbach stand. Mit dem Aufkommen der lutherischen Lehre, die insbesondere in Kitzingen schnell Fuß fasste, verlegte man an der Wende zum 16. Jahrhundert den Sitz des Archidiakons endgültig nach Dettelbach.
Im Jahr 1584 wurden die Archidiakonate aufgelöst und das Bistum durch Julius Echter von Mespelbrunn in Dekanate eingeteilt. Zwar wechselte in der Folgezeit der Name des Bezirks noch häufiger, jedoch blieb Dettelbach während des Mittelalters und der Frühen Neuzeit immerzu Sitz eines kirchlichen Beamten. Mit der Reformation und der Spaltung zwischen Katholiken und Lutheraner gewann das Dekanat Dettelbach an Einfluss, sodass es 1801 insgesamt 37 Pfarreien mit ihren Filialen umfasste.
Mit der von Napoleon initiierten Säkularisation im Jahr 1803 wurde das Hochstift Würzburg als geistliches Territorium aufgelöst und ausschließlich als Bistum der römisch-katholischen Kirche etabliert. Im Jahr 1811 teilte man deshalb auch die Verwaltungseinheiten des Bistums neu ein. Dettelbach blieb Dekanatssitz, verlor allerdings einige Pfarreien an die umgebenden Verwaltungseinheiten. 1905 wurden neuerlich einige Umstrukturierungen vorgenommen und die Dekanate an die Bezirksamtsgrenzen angepasst.
Durch den Zweiten Weltkrieg und die Flüchtlinge aus den ehemaligen deutschen Gebieten in Osteuropa stieg die Zahl der römisch-katholischen Pfarreien im ursprünglich konfessionell gemischten Mainfranken stark an. Die Anzahl der Dekanate wurde am 1. Januar 1955 jedoch verringert und das Dekanat Dettelbach aufgelöst. Die Pfarreien wurden zwischen dem Dekanat Kitzingen und dem Dekanat Volkach aufgeteilt.

## Gliederung

### Landkapitel Dettelbach 1801
| Pfarrei              | Filiale(n)                                                          | Kirchengebäude | heutiges Dekanat                                           | Anmerkungen                                        |
| -------------------- | ------------------------------------------------------------------- | --- | ---------------------------------------------------------- | -------------------------------------------------- |
| Bergrheinfeld        | keine                                                               | Mariä Schmerz | Dekanat Schweinfurt-Süd                                    | 1576 noch Filiale der Pfarrei Grafenrheinfeld      |
| Bergtheim            | Erbshausen                                                          | St. Bartholomäus, St. Alban                                                                                       | Dekanat Würzburg rechts des Mains                          | bereits vor 1464 Pfarrei                           |
| Biebelried           | keine                                                               | St. Johannis Enthauptung                                                                                          | Dekanat Kitzingen                                          | sogenannte Ordenspfarrei, bereits vor 1464 Pfarrei |
| Burggrumbach         | Hilpertshausen, Rupprechtshausen                                    | St. Martin, St. Vitus, St. Nikolaus                                                                               | Dekanat Würzburg rechts des Mains                          | bereits vor 1464 Pfarrei                           |
| Dettelbach           | Brück                                                               | St. Augustinus, St. Jakobus                                                                                       | Dekanat Kitzingen                                          | bereits vor 1464 Pfarrei                           |
| Dipbach              | keine                                                               | St. Ägidius | Dekanat Würzburg rechts des Mains                          |                                                    |
| Eibelstadt           | Sommerhausen                                                        | St. Nikolaus | Dekanat Würzburg rechts des Mains                          | bereits vor 1464 Pfarrei                           |
| Escherndorf          | Köhler                                                              | St. Johannes Baptist, St. Andreas                                                                                 | Dekanat Kitzingen                                          | 1464 noch Filiale der Pfarrei Prosselsheim         |
| Eßleben              | Opferbaum, Rieden                                                   | St. Georg, St. Lambertus, St. Ottilia                                                                             | Dekanat Schweinfurt-Süd, Dekanat Würzburg rechts des Mains | bereits vor 1464 Pfarrei                           |
| Ettleben             | Egenhausen, Rundelshausen, Schnackenwerth, Schraudenbach, Stettbach | St. Michael, St. Johannes der Täufer, St. Petrus von Alcantara, St. Andreas, St. Jakobus der Ältere, St. Leonhard | Dekanat Schweinfurt-Süd                                    | bereits vor 1464 Pfarrei                           |
| Euerfeld             | Bibergau                                                            | St. Michael, St. Simon und Judas Thaddäus                                                                         | Dekanat Kitzingen                                          | bereits vor 1464 Pfarrei                           |
| Fahr                 | keine                                                               | St. Johannes Baptist                                                                                              | Dekanat Kitzingen                                          |                                                    |
| Gerbrunn             | keine                                                               | St. Nikolaus | Dekanat Würzburg-Stadt                                     |                                                    |
| Grafenrheinfeld      | Röthlein                                                            | Kreuzauffindungskirche                                                                                            | Dekanat Schweinfurt-Süd                                    | bereits vor 1464 Pfarrei                           |
| Hausen und Fährbrück | keine                                                               | St. Wolfgang, Wallfahrtskirche Mariae Himmelfahrt                                                                 | Dekanat Würzburg rechts des Mains                          |                                                    |
| Hergolshausen        | Garstadt                                                            | St. Peter und Paul, St. Michael                                                                                   | Dekanat Schweinfurt-Süd                                    | bereits vor 1464 Pfarrei                           |
| Heidenfeld           | Gernach                                                             | St. Laurentius, St. Ägidius                                                                                       | Dekanat Schweinfurt-Süd                                    | bereits vor 1464 Pfarrei                           |
| Hirschfeld           | keine                                                               | St. Kilian | Dekanat Schweinfurt-Süd                                    |                                                    |
| Kitzingen            | Schernau                                                            | St. Johannes, St. Andreas                                                                                         | Dekanat Kitzingen                                          | bereits vor 1464 Pfarrei                           |
| Kürnach              | keine                                                               | St. Michael | Dekanat Würzburg rechts des Mains                          | bereits vor 1464 Pfarrei                           |
| Lindach              | keine                                                               | St. Antonius | Dekanat Schweinfurt-Süd                                    |                                                    |
| Mainsondheim         | keine                                                               | Mariä Schmerzen                                                                                                   | Dekanat Kitzingen                                          |                                                    |
| Oberpleichfeld       | keine                                                               | St. Peter und Paul                                                                                                | Dekanat Würzburg rechts des Mains                          | bereits vor 1464 Pfarrei                           |
| Prosselsheim         | Püssensheim, Seligenstadt                                           | St. Bartholomäus, Allerheiligenkirche, Hofkapelle                                                                 | Dekanat Würzburg rechts des Mains                          | bereits vor 1464 Pfarrei                           |
| Randersacker         | keine                                                               | St. Stephan | Dekanat Würzburg rechts des Mains                          | bereits vor 1464 Pfarrei                           |
| Rimpar               | Estenfeld, Maidbronn                                                | St. Peter und Paul, St. Mauritius, St. Afra                                                                       | Dekanat Würzburg rechts des Mains                          | bereits vor 1464 Pfarrei                           |
| Rottendorf           | Effeldorf, Lengfeld                                                 | St. Vitus, St. Jakobus der Ältere, St. Laurentius                                                                 | Dekanat Würzburg rechts des Mains, Dekanat Würzburg-Stadt  | bereits vor 1464 Pfarrei                           |
| Schleerieth          | Eckhartshausen                                                      | Mariä Himmelfahrt, Mariä Heimsuchung                                                                              | Dekanat Schweinfurt-Süd                                    | bereits vor 1464 Pfarrei                           |
| Schwanfeld           | keine                                                               | St. Michael | Dekanat Schweinfurt-Süd                                    |                                                    |
| Sulzfeld am Main     | keine                                                               | St. Sebastian | Dekanat Kitzingen                                          | bereits vor 1464 Pfarrei                           |
| Theilheim            | keine                                                               | St. Johannes der Täufer                                                                                           | Dekanat Würzburg rechts des Mains                          |                                                    |
| Untereisenheim       | keine                                                               | Mariä Himmelfahrt                                                                                                 | Dekanat Würzburg rechts des Mains                          |                                                    |
| Unterpleichfeld      | keine                                                               | St. Laurentius | Dekanat Würzburg rechts des Mains                          |                                                    |
| Versbach             | keine                                                               | St. Jakobus der Ältere                                                                                            | Dekanat Würzburg-Stadt                                     | bereits vor 1464 Pfarrei                           |
| Waigolshausen        | keine                                                               | St. Jakobus der Ältere                                                                                            | Dekanat Schweinfurt-Süd                                    |                                                    |
| Wipfeld              | keine                                                               | St. Johannes der Täufer                                                                                           | Dekanat Schweinfurt-Süd                                    | bereits vor 1464 Pfarrei                           |
| Zeuzleben            | keine                                                               | St. Bartholomäus                                                                                                  | Dekanat Schweinfurt-Süd                                    |                                                    |

### Dekanat Dettelbach bis 1955 (ohne Filialen)
| Pfarrei         | Pfarrkirche                  | Geokoordinate                    | Teil des Dekanats (von–bis) | Anmerkungen                                                 |
| --------------- | ---------------------------- | -------------------------------- | --------------------------- | ----------------------------------------------------------- |
| Bergtheim       | St. Bartholomäus             | 49° 53′ 55″ N, 10° 4′ 6″ O       | 1811–1905                   | zuvor Landkapitel Dettelbach                                |
| Bibergau        | St. Simon und Judas Thaddäus | 49° 47′ 50,2″ N, 10° 6′ 19,2″ O  | 1868–1955                   | danach Dekanat Kitzingen                                    |
| Burggrumbach    | St. Martin                   | 49° 52′ 17,6″ N, 10° 1′ 49,3″ O  | 1811–1905                   | zuvor Landkapitel Dettelbach                                |
| Dettelbach      | St. Augustinus               | 49° 48′ 8,3″ N, 10° 9′ 42,4″ O   | 1811–1955                   | zuvor Landkapitel Dettelbach, danach Dekanat Kitzingen      |
| Dipbach         | St. Ägidius                  | 49° 53′ 48,5″ N, 10° 7′ 28,7″ O  | 1811–1955                   | zuvor Landkapitel Dettelbach, danach Dekanat Volkach        |
| Effeldorf       | St. Jakobus der Ältere       | 49° 47′ 48,8″ N, 10° 5′ 9,9″ O   | 1905–1955                   | zuvor Landkapitel Dettelbach, danach Dekanat Kitzingen      |
| Escherndorf     | St. Johannes Baptist         | 49° 51′ 45,6″ N, 10° 10′ 28,2″ O | 1811–1905                   | zuvor Landkapitel Dettelbach, danach Dekanat Volkach        |
| Estenfeld       | St. Mauritius                | 49° 49′ 47,7″ N, 10° 0′ 23″ O    | 1811–1905                   |                                                             |
| Euerfeld        | St. Michael                  | 49° 49′ 16,3″ N, 10° 6′ 38,8″ O  | 1811–1955                   | danach Dekanat Volkach                                      |
| Kürnach         | St. Michael                  | 49° 50′ 46,6″ N, 10° 2′ 30,7″ O  | 1811–1905                   | zuvor Landkapitel Dettelbach                                |
| Lengfeld        | St. Laurentius               | 49° 48′ 37,4″ N, 9° 59′ 13,2″ O  | 1811–1868                   |                                                             |
| Mainsondheim    | Mariä Schmerzen              | 49° 47′ 41,6″ N, 10° 10′ 11,9″ O | 1905–1955                   | zuvor Dekanat Stadtschwarzach, danach Dekanat Kitzingen     |
| Oberpleichfeld  | St. Peter und Paul           | 49° 52′ 43,8″ N, 10° 5′ 5,8″ O   | 1811–1955                   | zuvor Landkapitel Dettelbach, danach Dekanat Volkach        |
| Prosselsheim    | St. Bartholomäus             | 49° 51′ 47,4″ N, 10° 7′ 39,2″ O  | 1868–1955                   | zuvor Landkapitel Dettelbach, danach Dekanat Volkach        |
| Rimpar          | St. Peter und Paul           | 49° 51′ 15,5″ N, 9° 57′ 25″ O    | 1868–1905                   | zuvor Landkapitel Dettelbach                                |
| Schwanfeld      | St. Michael                  | 49° 55′ 9,8″ N, 10° 8′ 17,7″ O   | 1868–1905                   | zuvor Landkapitel Dettelbach                                |
| Schwarzenau     | St. Laurentius               | 49° 48′ 13,7″ N, 10° 12′ 55,5″ O | 1905–1955                   | zuvor Dekanat Stadtschwarzach, danach Dekanat Kitzingen     |
| Unterpleichfeld | St. Laurentius               | 49° 51′ 58,1″ N, 10° 2′ 46,3″ O  | 1868–1905                   | zuvor Landkapitel Dettelbach                                |
| Veit            | St. Vitus, St. Nikolaus      | 49° 53′ 48″ N, 10° 0′ 38,9″ O    | 1811/1868–1905              | mit Rupprechtshausen, später Hilpertshausen                 |
| Versbach        | St. Jakobus der Ältere       | 49° 49′ 21,2″ N, 9° 57′ 46,1″ O  | 1811–1868                   | zuvor Landkapitel Dettelbach, danach Dekanat Würzburg-Stadt |

## Archidiakone, Dekane (Auswahl)
- Georg Jeger (gen. 1550), Pfarrer von Dettelbach[6]
- Michael Anton Rauch (* 2. November 1758 in Freudenberg am Main, † 25. November 1844), Pfarrer von Euerfeld (1797–1844), 34 Jahre lang Dekan[7][8]